# Парадис, Мэтт
Мэттью Парадис (англ. Matthew Paradis; 12 октября 1989, Каунсил, Айдахо) — профессиональный американский футболист, выступающий на позиции центра в клубе НФЛ «Каролина Пэнтерс». Победитель Супербоула 50 в составе «Денвер Бронкос». На студенческом уровне играл за команду Университета штата Айдахо в Бойсе. На драфте НФЛ 2014 года был выбран в шестом раунде.

## Биография
Мэтт Парадис родился 12 октября 1989 года в Каунсиле в штате Айдахо. Там же он окончил старшую школу, в составе её футбольной команды играл линейным нападения и защиты. Неоднократно включался в состав сборной звёзд штата, по итогам сезона 2008 года был признан лучшим игроком Айдахо в дивизионе 1A. После окончания школы Парадис поступил в университет штата в Бойсе.

### Любительская карьера
Студенческую карьеру Парадис начал линейным защиты. Сезон 2009 года он провёл в статусе освобождённого игрока, тренируясь с командой, но не участвуя в играх турнира NCAA. В межсезонье тренерский штаб команды перевёл его в линию нападения. В октябре 2010 года он дебютировал за «Бойсе Стейт Бронкос», сыграв в матче против «Толидо». В 2011 году Парадис стал одним из трёх игроков команды, претендовавших на место стартового центра. Он сыграл в восьми матчах, линия нападения «Бронкос» стала лучшей в NCAA, пропуская в среднем 0,62 сэка за игру.
В 2012 году он закрепился в стартовом составе, проведя все тринадцать игр. В двух из них он был капитаном команды. По итогам сезона линия нападения «Бронкос» стала шестой в NCAA с 0,77 сэка в среднем за матч. Парадис был включён в состав сборной звёзд конференции Маунтин-Вест. В заключительном сезоне карьеру он сыграл тринадцать матчей, получил награду Самому выдающемуся линейному нападения команды.

### Профессиональная карьера
Перед драфтом НФЛ 2014 года аналитик сайта лиги Нолан Нороки среди сильных сторон Парадиса выделял быстроту, технику работы рук, жёсткость и умение сохранять равновесие, умение читать обманные манёвры защитников, эффективность игры в выносном нападении и лидерские качества. К минусам он относил небольшой для линейного нападения рост, необходимость увеличения мышечной массы, средний уровень атлетизма, проблемы при игре против более крупных и тяжёлых ноуз-тэклов.
Парадис был выбран «Денвером» в шестом раунде драфта. В июне он подписал с клубом четырёхлетний контракт на сумму 2,25 млн долларов. В августе, после окончания предсезонных сборов, «Денвер» выставил его на драфт отказов, а затем вернул его в тренировочный состав. В сезоне 2015 года Парадис закрепился в стартовом составе «Бронкос» и стал единственным игроком команды, проведшим все 100 % розыгрышей нападения, допустив всего одно нарушение правил. Вместе с командой он стал победителем Супербоула 50. В апреле 2016 года он подписал новый контракт с клубом.
В сезоне 2016 года Парадис тоже провёл на поле 100 % розыгрышей нападения «Денвера». После окончания чемпионата он перенёс две операции на бёдрах. Восстановившись, он сыграл во всех матчах регулярного чемпионата 2017 года. Его серия из проведённых подряд снэпов стала второй в лиге по продолжительности. Больше без перерывов на тот момент сыграл только центр «Далласа» Тревис Фредерик. В 2018 году Парадис сыграл девять матчей, досрочно завершив чемпионат после перелома малой берцовой кости. После окончания сезона он получил статус свободного агента. В марте 2019 года он подписал трёхлетний контракт на 27 млн долларов с клубом «Каролина Пэнтерс».
В первом сезоне в новой команде он сыграл во всех матчах чемпионата, но выглядел заметно хуже, чем в «Денвере». Сайт Pro Football Focus оценил его игру в пасовом нападении в 43,8 балла, Парадис допустил 47 давлений на квотербека, на 13 больше, чем любой другой центр лиги. В 2020 году он повысил свою эффективность, закрепив статус основного центра «Пэнтерс» и сыграв в шестнадцати матчах регулярного чемпионата. В сезоне 2021 года Парадис провёл девять матчей. В ноябре он получил разрыв крестообразных связок колена и выбыл на длительный срок.